# 궁수자리 프시
궁수자리 프시(ψ Sgr)는 궁수자리 방향에 있는 삼중성계이다. 시찻값에 기초하여 구한 지구로부터 이 계까지의 거리는 298 광년이며 프시는 지구에 초당 12 킬로미터 속도로 가까워지는 중이다. 프시 계는 구성원들을 전부 합쳐 +4.86의 겉보기밝기로 빛나며 이는 맨눈에 희미하게 보이는 수준이다.
프시 계에서 반성 B를 구성하는 Ba와 Bb는 이심률 0.47의 궤도를 그리면서 질량 중심을 10.78일에 1회 공전하고 있다. 두 별의 분광형은 A9 III, A3 V으로 각각 A형 거성과 A형 주계열성에 해당된다. 이 둘은 다시 주성 A와의 질량 중심을 20년을 1주기로 공전하고 있으며 공전 궤도 이심률은 0.51이다. A의 분광형은 K2 III으로 오렌지색 빛을 뿜는 K형 거성이다.
Technical Memorandum 33-507 - A Reduced Star Catalog Containing 537 Named Stars (기술 안내서 33-507 - 이름이 붙은 537개의 별을 포함하는 성표)에 이 별은 알 킬라다(Al Kiladah)로 표기되어 있다. 궁수자리 프시와 함께 궁수자리 타우, 누, 오메가, 60, 제타는 '알 우드히'(타조들의 둥지)의 구성원들이다.